# パプアニューギニアにおける性暴力

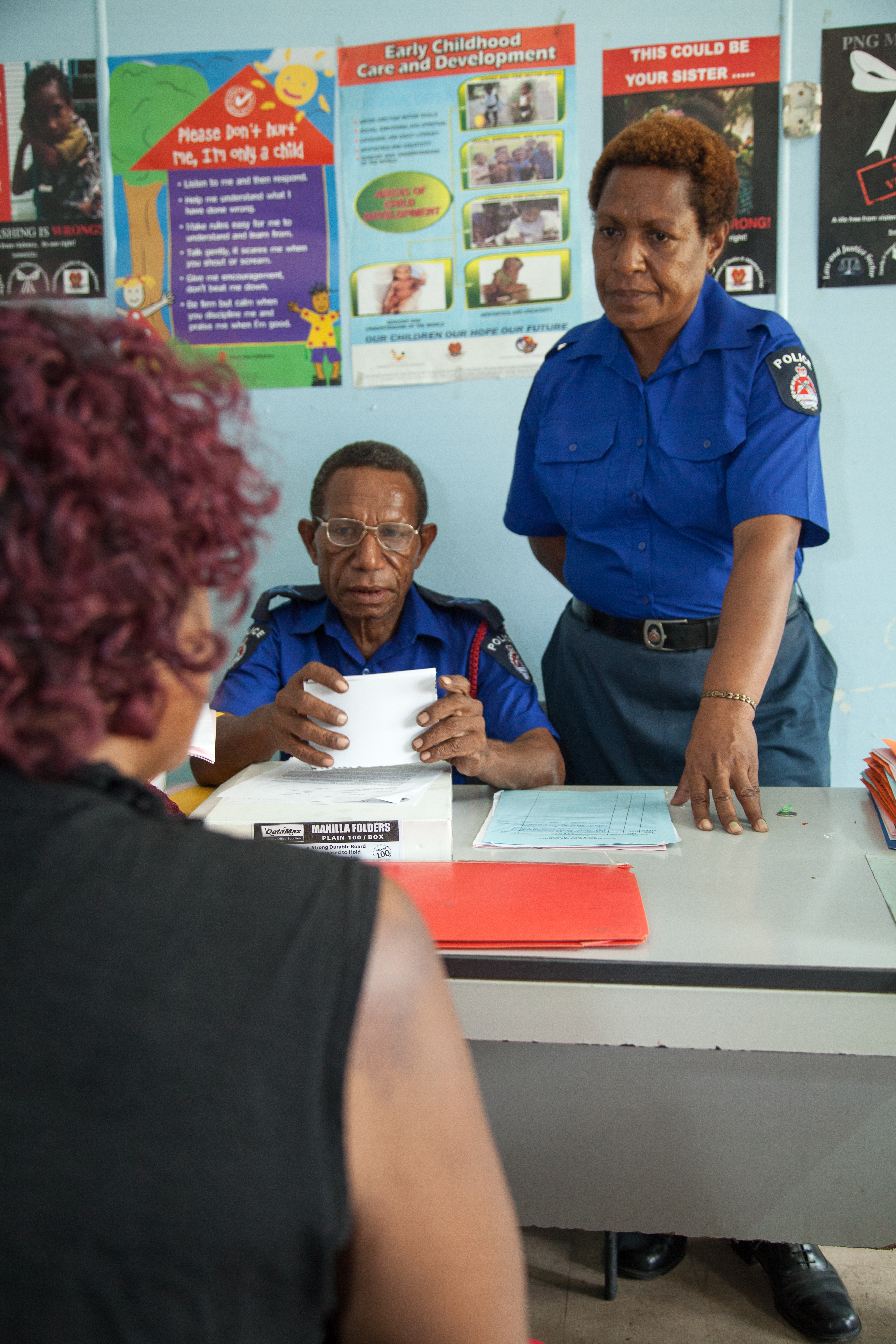
ワイガニ警察署の家族性暴力課で、ある事件について警察官に話す依頼人。

パプアニューギニアはしばしば、ジェンダーに基づく暴力で世界最悪の場所になりうるというレッテルを貼られている。

## 種類

### 女性に対する暴力
1992年のパプアニューギニア法改革委員会の調査によると、妻の67％が夫から暴力を受けたことがあると推定され、山岳地方ではほぼ100％に近い。都市部では、インタビューに答えた女性の6人に1人が、夫によるケガの治療を必要としていた。最も一般的な暴力の形態は、蹴る、殴る、焼く、ナイフで切るなどで、医師が治療した傷害の80～90％を占めている。
パプアニューギニア医療研究所の1993年の調査によると、推定55％の女性がレイプを経験しており、そのほとんどのケースは知り合いの男性によるものである。パプアニューギニアでは、女性の命を救う必要がない限り、中絶は違法であるため、レイプによる妊娠を経験した人は、強制された妊娠を解消する法的手段がない。

### 幼児、児童、青少年に対する暴力
ユニセフによれば、パプアニューギニアの子どもたちは世界で最も弱い立場に置かれている。ユニセフによれば、報告されたレイプ被害者の半数近くが15歳未満、13％が7歳未満であり、チャイルド・ファンド・オーストラリアが元国会議員のキャロル・キドゥ女史を引用して発表した報告書によれば、レイプ後に医療支援を求める人の50％が16歳未満、25％が12歳未満、10％が8歳未満である。少女たちの最大50％が、性労働に従事したり、人身売買されたりする危険にさらされている。慣習法のもと、12歳から結婚を強要されるケースも多い。性労働者の3人に1人は20歳未満である。

#### 性的儀式
ニューギニア高地の集団では、7歳の思春期前の少年の入信儀礼に、年上の男性との性行為が含まれていた。フェラチオと精液の摂取は、サンビア族、バルヤ族、エトロ族で見られた。カルリ族の間では、少年に精液を送るためにアナルセックスが行われた。これらの儀式は、女性が宇宙的な障害を象徴しているという信仰を中心に展開されることが多い。

### 男性に対する暴力
2013年の調査によると、男性の7.7％が他の男性に性的暴行を加えたことがあるという。

## 加害者

### 統計
国連「男性と暴力に関する多国間横断研究」調査チームを代表してレイチェル・ジュークスらが2013年に行った調査によると、ブーゲンビル島の男性の41％がパートナー以外の女性に性行為を強要したことを認めており、59％がパートナーが嫌がっているときに性行為をしたことを認めている。この調査によると、約14.1％の男性が複数加害者レイプを犯している。パプアニューギニア医学研究所の1994年の調査では、インタビューを受けた男性の約60％が、少なくとも一度は集団レイプ（ライナップとして知られる）に参加したことがあると報告している。

### 都市ギャング
都市部、特にスラム街では、ラスコル・ギャングは儀式のために女性をレイプすることをしばしば要求する。"ダーティー・ドンズ585"というラスコル・ギャングのリーダーの一人であるピーター・モーゼスは、女性をレイプすることはギャングの若いメンバーにとって「必須」であると述べている。農村部では、少年が男になろうとするとき、敵の村に行き、豚を殺して大人として認められることがあるが、都会では「女が豚に取って代わった」のだ。30人以上の女性をレイプしてきたというモーゼスは、「その後、少年が彼女を殺せば、警察とのトラブルは少なくなる」と語った。